# Alto Orinoco (khu tự quản)
Alto Orinoco là một khu tự quản thuộc bang Amazonas, Venezuela. Thủ phủ của khu tự quản Alto Orinoco đóng tại La Esmeralda. Khự tự quản Alto Orinoco có diện tích 49217 km2, dân số theo điều tra dân số ngày 21 tháng 10 năm 2001 là 657 người.